# ジャコウアゲハ族
ジャコウアゲハ族（学名：Troidini）は、アゲハチョウ亜科を分類する族の1つである。
この族のチョウは、幼虫の時にウマノスズクサ科ウマノスズクサ属の有毒な植物を食べる。その結果、チョウ自身も有毒であり、アオジャコウアゲハのように捕食者には口当たりが悪い（Pinheiro 1996）ため、他の蝶によって擬態される（Scott 1986）。

## 分類
東アジア（日本、台湾、中国東部、朝鮮半島、ロシア沿海地方）に分布するジャコウアゲハなど、世界に12属、約135種が生息している。

### 属
ジャコウアゲハ族は、次の12の属で構成されている。
和名は 森中 & 三中 (2000) 、 徳重, 森 & 福崎 (2019) 、 相樂, 森 & 北山 (2014) 及び 相樂, 森 & 北山 (2015) による。
- Atrophaneura アケボノアゲハ属（12種）[4] - アケボノアゲハ(Atrophaneura horishanus)など
- Battus アオジャコウアゲハ属（12種）[5] - アオジャコウアゲハなど
- Byasa ジャコウアゲハ属（15種）[4] - ジャコウアゲハなど
- Cressida ウスバジャコウアゲハ属（1種）[6]
- Euryades キオビジャコウアゲハ属（2種）[7]
- Losaria ホソバジャコウアゲハ属（4種）[4]
- Ornithoptera トリバネアゲハ属（13種）[8] - ゴライアストリバネアゲハ、アレキサンドラトリバネアゲハなど
- Pachliopta ベニモンアゲハ属（16種）[4]
- Parides マエモンジャコウアゲハ属／アメリカジャコウアゲハ属（36種）[9]
- Pharmacophagus マダガスカルオオジャコウアゲハ属[要出典]（1種）[10]
- Trogonoptera アカエリトリバネアゲハ属（2種）[8]
- Troides キシタアゲハ属（21種）[8]  - サビモンキシタアゲハ(Troides hypolitus)など